# Palazzo Radice
Palazzo Radice, conosciuto anche con il nome di palazzo Contarini, è un edificio civile che si trova nel cuore del centro storico di Verona, a pochi passi da piazze delle Erbe.

## Storia e descrizione
La storia del palazzo affonda le sue radici nel Quattrocento, quando al suo posto insisteva un complesso di abitazioni e case-torri di proprietà della nobile famiglia Montanari, dedita all'attività bancaria.
Tra 1552 ed il 1554 il complesso venne venduto da Benassuto Montanari ad Antonio Radice, facoltoso mercante veronese, per 4000 ducati. I Radice, in un periodo di ascesa sociale ed economica tanto da essere divenuta una delle più importanti famiglie della borghesia veronese del Cinquecento, avviarono così importanti lavori di ristrutturazione che trasformarono le precedenti abitazioni in un'elegante dimora. L'intervento, da alcuni attribuito all'architetto Domenico Curtoni, incluse la sopraelevazione dell'edificio esistente, la sistemazione delle facciate e una riorganizzazione, almeno parziale, degli spazi interni. Ormai anziano, Antonio Radice fece testamento il 30 dicembre 1561 e morì poco dopo, lasciando le case e i lavori ancora in corso al figlio Nicola e ai suoi fratelli.
Fu quindi Nicola a commissionare la decorazione degli ambienti interni a vari pittori veronesi, intervento che si concluse intorno al 1570. Uno dei saloni del piano nobile fu probabilmente dipinto da Bernardino India, mentre il celebre Paolo Veronese in un secondo salone raffigurò le Storie di Alessandro Magno (andate perdute) e due figure femminili, una dama e una serva, successivamente spostate presso il museo degli affreschi Giovanni Battista Cavalcaselle.
Il risultato finale è un edificio a tre piani caratterizzato da una facciata sobria ed elegante, impreziosita da un portale in stile sanmicheliano. Una fascia marcapiano corre lungo tutta la facciata a dividere il piano terra da quello nobile, con i piani superiori che si contraddistinguono per la presenza delle finestre ad arco a tutto sesto, le cui chiavi d'arco sono costituite da mascheroni dal gusto manieristico. I due balconi in cemento presenti sulla facciata secondaria sono invece stati realizzati all'inizio del Novecento.
A partire dal Seicento la famiglia Radice andò incontro alle prime disavventure finanziarie, che infine portarono nel Settecento alla vendita del palazzo a una famiglia di mercanti veronesi, i Contarini.